# Acroporium platycladum
Acroporium platycladum är en bladmossart som beskrevs av Hugh Neville Dixon 1942. Acroporium platycladum ingår i släktet Acroporium och familjen Sematophyllaceae. Inga underarter finns listade i Catalogue of Life.